# Nautilus (1800)

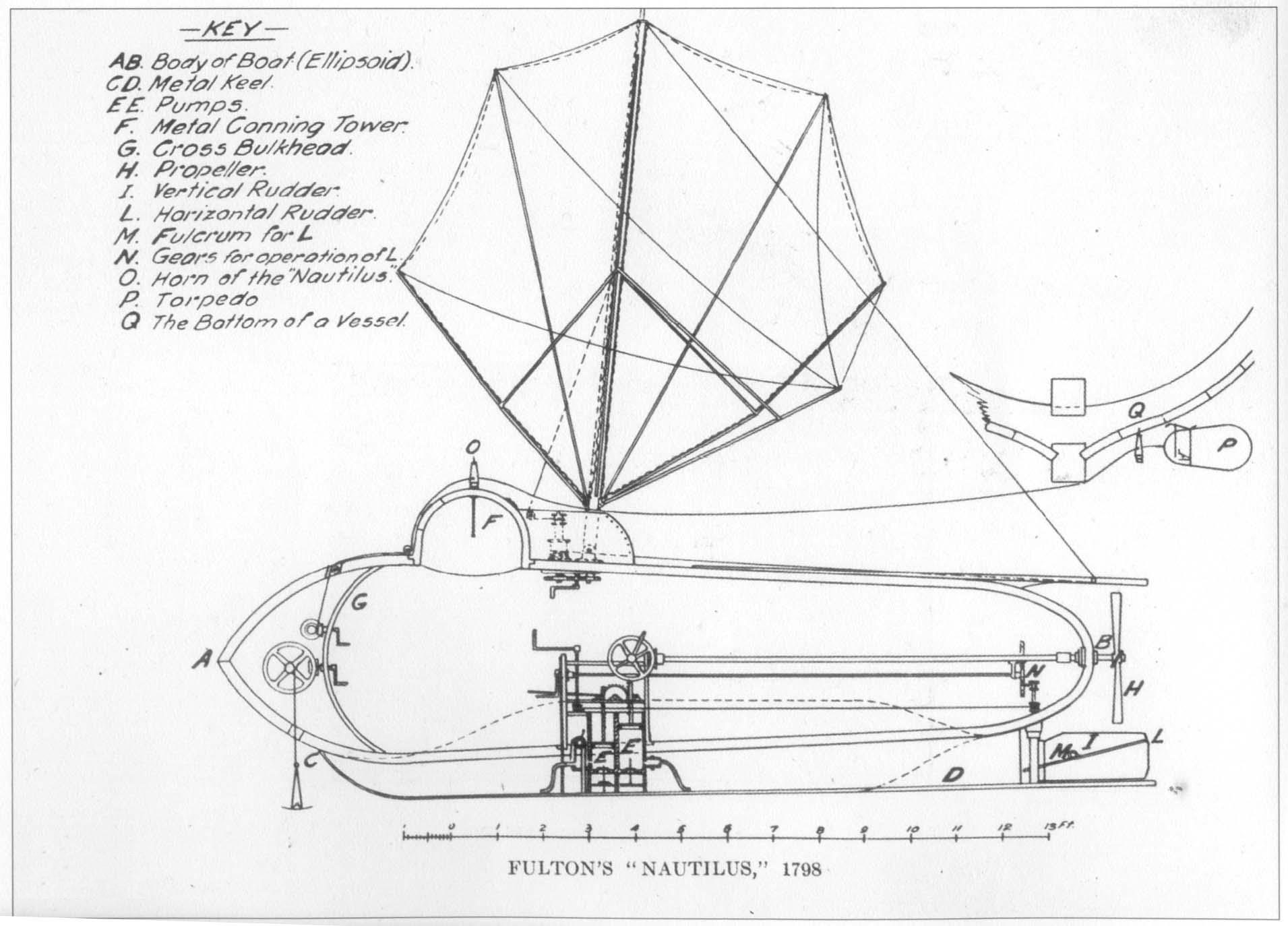
Fulton;v projekt ponorky Nautilus

Nautilus byla jednou z prvních ponorek, která kdy byla sestrojena. Navrhl ji Robert Fulton v roce 1797, projekt upravil v roce 1797 a nabídl vládě francouzské První republiky. Na vodu byla ponorka spuštěna v roce 1800.
Byla poháněna plachtou a pod vodou ručně hnaným lodním šroubem. Při zkušební plavbě uplavala pod vodou téměř půl kilometru rychlostí 2 uzlů, ale nikdy nebyla použita v boji.
Jméno ponorky (nautilos řecky „námořník“) proslavil spisovatel Jules Verne ve svých románech 20 000 mil pod mořem (1870) a Tajuplný ostrov (1874/1875), ve kterých se Nautilus jmenuje ponorka kapitána Nema.

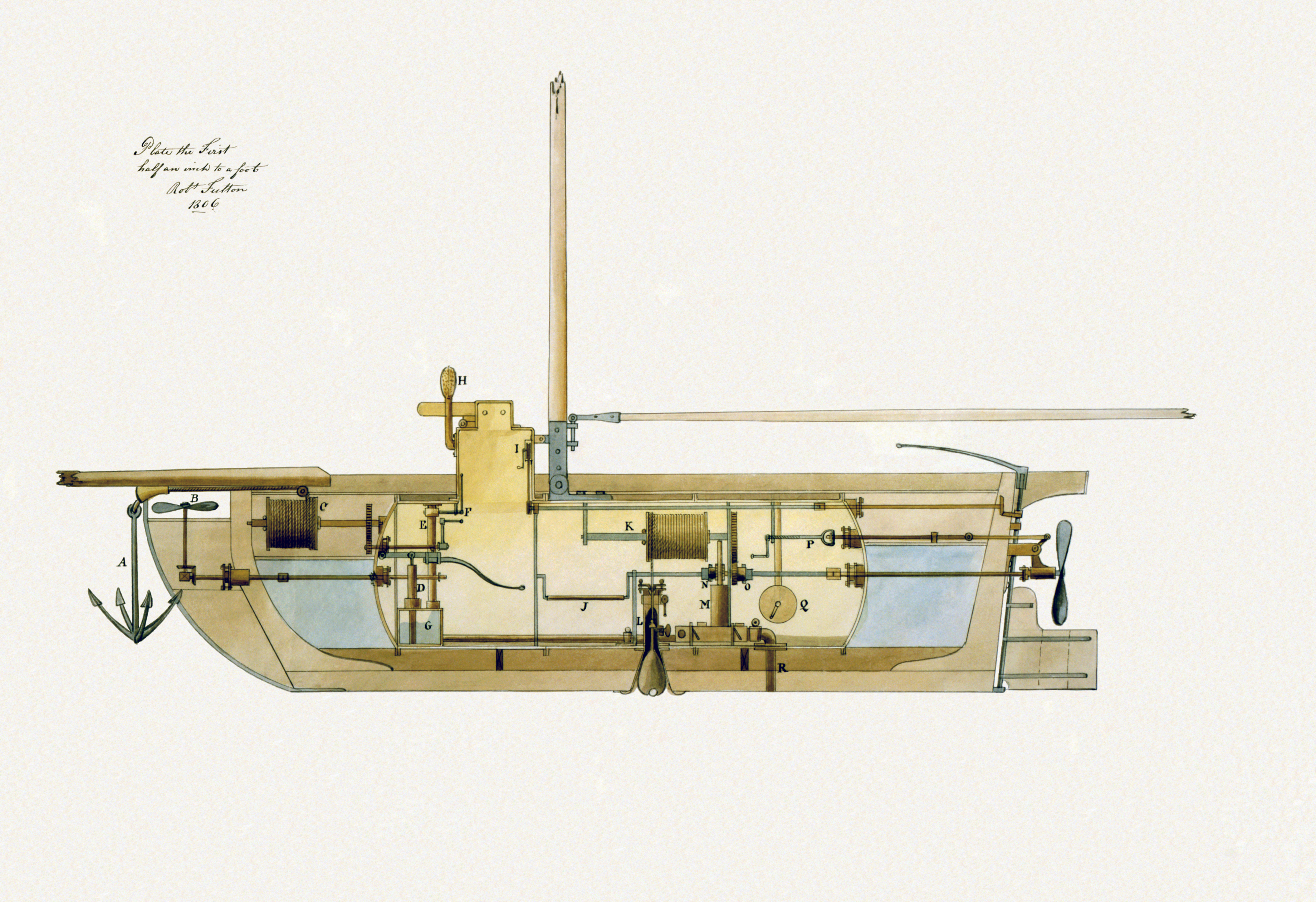
Řez další (nerealizovanou) Fultonovou ponorkou